# 单球芹
单球芹（学名：Haplosphaera phaea）为伞形科单球芹属的植物，为中国的特有植物。分布于中国大陆的四川、云南等地，生长于海拔3,000米至3,800米的地区，见于山坡林地，目前尚未由人工引种栽培。